# Collada d'Erdo
La Collada d'Erdo és un coll a 1.404,9 m. alt. del terme municipal de Sarroca de Bellera, en el Pallars Jussà.
Està situada al nord-oest d'Erdo i al sud-est de Buira, i hi passava un dels vells camins de bast entre aquests dos pobles (un altre passava per la propera Collada del Santet, situada a prop i al sud-oest de la d'Erdo. És al capdamunt -nord-oest- de les Costes d'Erdo, al vessant sud-occidental dels Tossalets.